# Section française de l'Internationale ouvrière

SFIO

De Section française de l'Internationale ouvrière (Nederlands: Franse Sectie van de Arbeiders Internationale) is een voormalige Franse socialistische partij. Ze bestond onder die naam van 1905 tot 1969.

## Geschiedenis

### Het Franse socialisme voor de oprichting van de SFIO

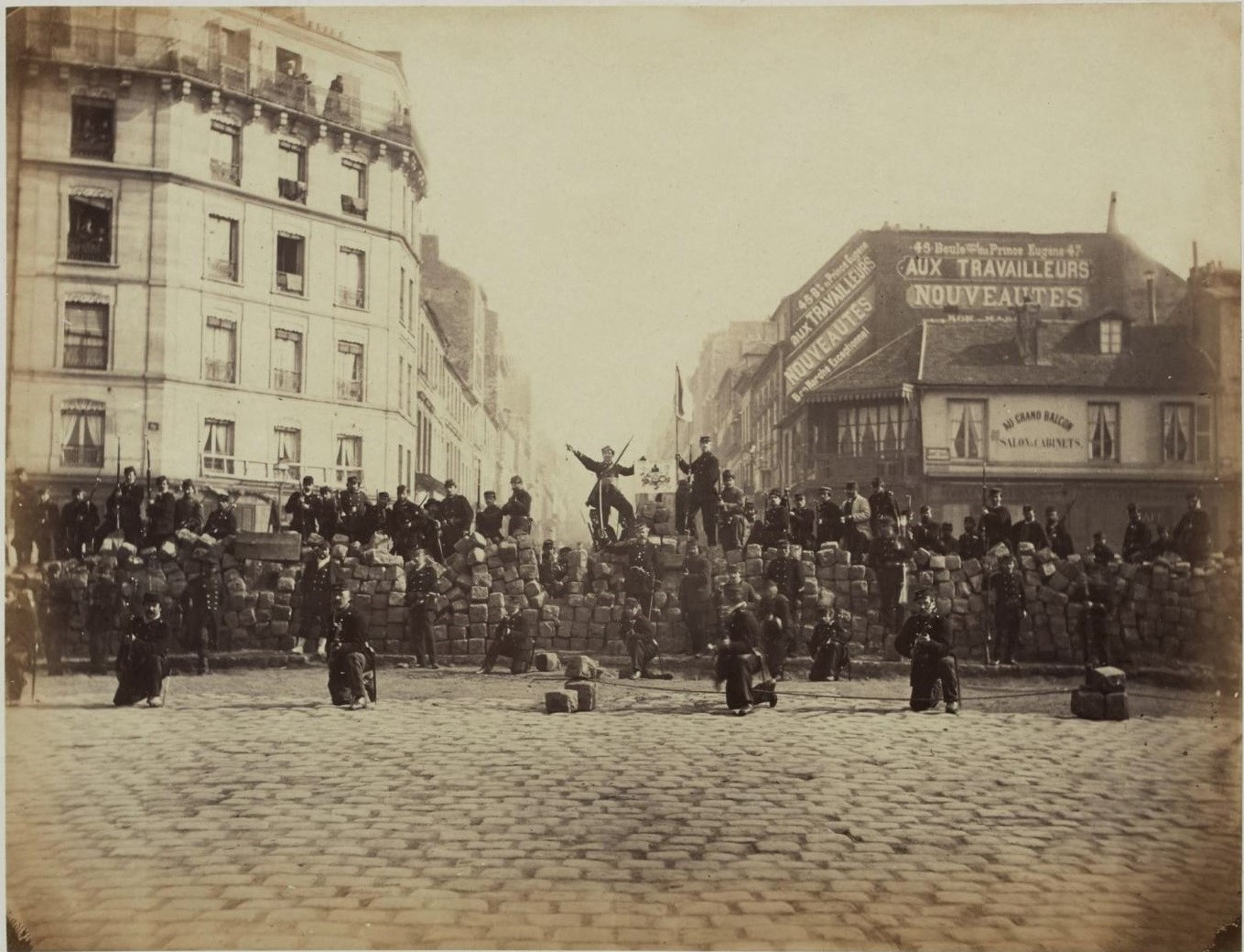
Barricades tijdens de Commune van Parijs
1871

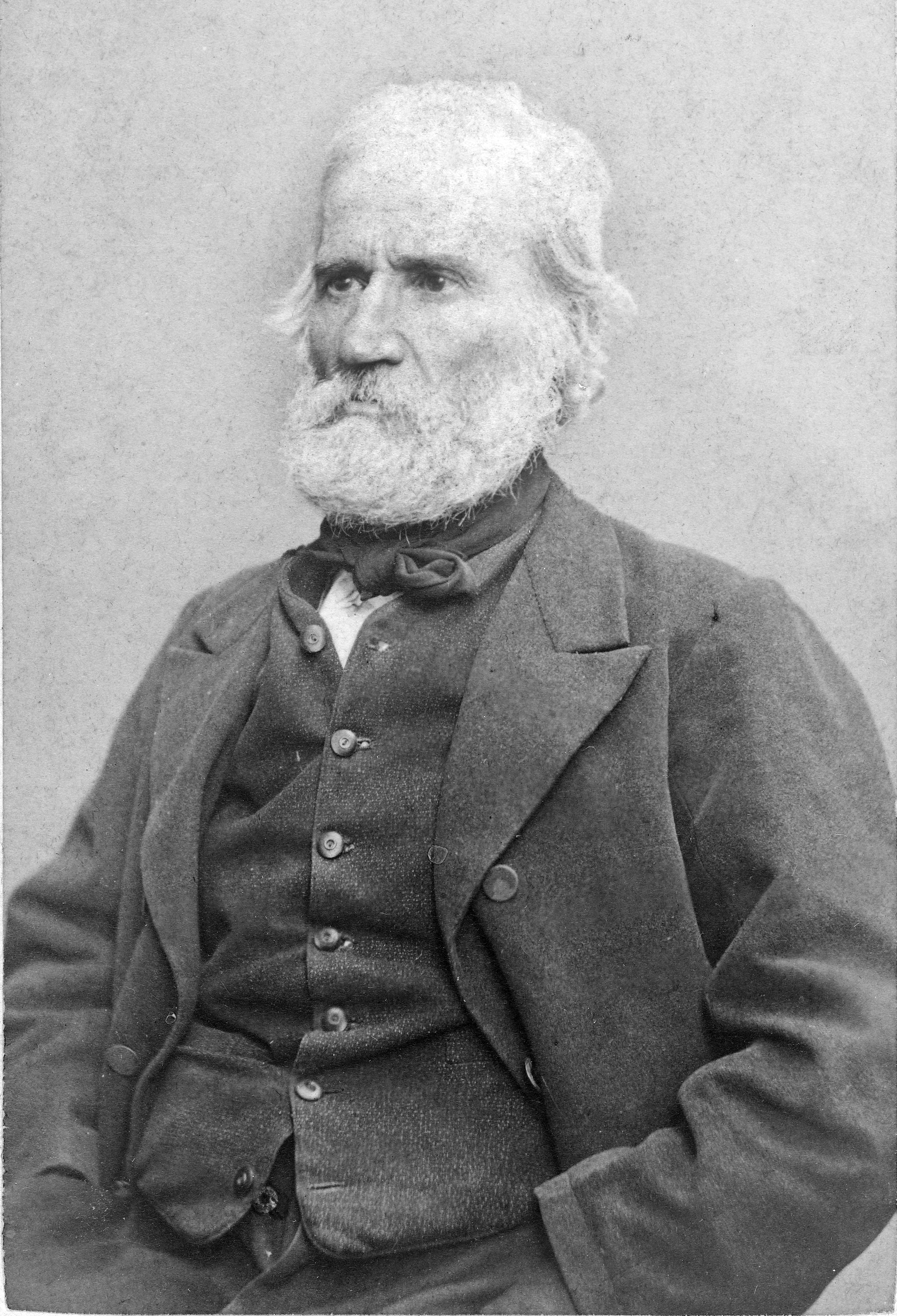
Auguste Blanqui

Een van de eerste belangrijke socialistische leiders van Frankrijk was Auguste Blanqui die lid was van de Commune van Parijs, een revolutionair comité dat  in maart 1871 Parijs bestuurde en tal van socialistische maatregelen doorvoerde. Na de onderdrukking van de opstand op 28 maart werden talrijke socialistische leiders geëxecuteerd of gevangengezet. Het socialisme raakte hierna korte tijd in verval.
Tijdens het Congres van Marseille in 1879, een congres van arbeiders en werklieden, werd besloten tot de oprichting van de gematigde Fédération des travailleurs socialistes de France FTSF, 'Federatie van Socialistische Arbeiders van Frankrijk'. Deze FTSF was niet marxistisch. Édouard Vaillant en andere geestverwanten van Blanqui richtten ongeveer in dezelfde periode het Comité révolutionnaire central CRC op. Het CRC greep in de eerste plaats terug op de traditie van de Franse Revolutie en wat minder op het socialisme. Het gematigde karakter van de FTSF leidde er in 1882 toe dat Paul Lafargue, een schoonzoon van Karl Marx, en Jules Guesde de partij verlieten, en de radicale, marxistisch georiënteerde Parti ouvrier français POF, de 'Franse Arbeiderspartij', oprichtten.
In de jaren 80 van de negentiende eeuw werden er voor het eerst op grote schaal socialisten in gemeenteraden en regionale vergaderingen gekozen. Vanwege deze successen laaide de discussie binnen de socialistische beweging op of men wel aan verkiezingen kon meedoen. Jean Allemane en andere leden van de FTSF meenden van niet, en wilden dat de socialistische partijen zich zouden toeleggen op agitatie, om een revolutie uit te lokken. De Parti ouvrier socialiste révolutionnaire POSR, de 'Socialistisch Revolutionaire Arbeiderspartij', werd in 1890 opgericht. De POSR, andere socialistische partijen, en socialisten op persoonlijke titel deden mee aan de parlementsverkiezingen van 1898. Er werden 57 socialisten in de Assemblée nationale gekozen.
Het CRC werd in 1898 opgeheven en vervangen door de Parti socialiste révolutionnaire PSR, met Édouard Vaillant als leider.
De onafhankelijke socialist Alexandre Millerand trad in 1899 toe tot het Kabinet-Waldeck-Rousseau, geleid door René Waldeck-Rousseau, de zoon. Millerand werd zo de eerste socialistische minister van Frankrijk. Zijn toetreden tot het kabinet werd fel door zijn medesocialisten bekritiseerd, die het ongehoord vonden dat een van hen van een bourgeois kabinet deel uitmaakte. Millerand zou later president van Frankrijk worden.

### Totstandkoming van de SFIO
- De Parti ouvrier français en de Parti socialiste révolutionnaire fuseerden in 1902 tot de Parti socialiste de France. De PSdF ontwikkelde zich tot een marxistische partij en stond onder leiding van Jules Guesde.
- De Socialistes indépendants, de Fédération des travailleurs socialistes de France en de Parti ouvrier socialiste révolutionnaire fuseerden ook in 1902. De nieuwe partij kreeg de naam Parti socialiste français en stond onder leiding van Jean Jaurès en was reformistischer dan de Parti socialiste de France.

Tijdens het Congrès du Globe in Parijs, het tweede congres van de Socialistische Internationale werd er door de deelnemers aanzienlijke druk op de delegaties van de Parti socialiste de France en de Parti socialiste français uitgeoefend om te fuseren tot één, echte, Franse socialistische partij. Het ging inderdaad zo en beide partijen verenigden zich in de  Parti socialiste unifié - Section française de l'Internationale ouvrière SFIO. De onafhankelijke socialisten en enkele andere socialisten keerden zich tegen de fusie en vormden in 1907 de Parti socialiste indépendant en de in 1910 de Parti républicain-socialiste.
De SFIO werd door Jean Jaurès, Paul Lafargue, Jules Guesde en Édouard Vaillant geleid, die onderling totaal verschillende opvattingen hadden. Er werd  voor het 'integralistisch socialisme' van Jaurès gekozen om de ideologische verschillen te overbruggen. Bij de eerste verkiezingen waaraan de SFIO deelnam, de parlementsverkiezingen van 1906, behaalde de partij 75 zetels in de Assemblée nationale.
De SFIO positioneerde zich tussen de burgerlijke liberalen van de Parti radical-socialiste enerzijds en de linkse anarchistische en revolutionair-socialistische groeperingen anderzijds. De SFIO keerde zich heftig tegen de koloniale politiek en het Franse nationalisme.
Aristide Briand van de SFIO was in de jaren voor de Eerste Wereldoorlog enkele malen premier: 1909-1911 en 1913. Hij brak later met de partij en werd lid van de nationaal georiënteerde Parti républicain-socialiste.

### De SFIO tijdens de Eerste Wereldoorlog
Ondanks haar afkeer voor het nationalisme, koos de overgrote meerderheid van SFIO afgevaardigden in het Franse parlement (Le Parlement français) aan de vooravond van de Eerste Wereldoorlog (1914) voor het verlenen van de benodigde oorlogskredieten aan de regering. Dit was in strijd met de afspraken die waren gemaakt op de congressen van de Socialistische Internationale. De zogenaamde "anti-oorlogssocialisten" waren in de minderheid, maar lieten gedurende de oorlog flink van zich horen. De spreekbuis van de anti-oorlogssocialisten en pacifisten was Le Bonnet rouge. Deze krant stond onder leiding van Miguel Almereyda, een uiterst linkse socialist. In Le Bonnet rouge verschenen antimilitaristische en - zolang de censuur het toeliet - defaitistische artikelen. Toen bleek dat Le Bonnet Rouge werd gefinancierd door de Duitse regering, werd Almereyda gearresteerd en de krant verboden. Almereyda pleegde later zelfmoord in de gevangenis.
De meeste socialisten waren van mening dat de oorlog werd begonnen door de "reactionaire monarchieën" (Oostenrijk-Hongarije en Duitsland). Dit was overigens een onhoudbaar standpunt als men bedenkt dat de meest reactionaire monarchie, tsaristisch Rusland aan de zijde der Entente mogendheden streed. De socialisten Guesde, Marcel Sembat en Albert Thomas maakten deel uit van de Regering van Nationale Eenheid.
Bij de parlementsverkiezingen van november 1919 leed de SFIO een nederlaag ten opzichte van 1914. Toen behaalde de SFIO 103 zetels, in 1919 maar 67. Met name de anti-oorlogskandidaten en de pacifistische socialisten werden verpletterend verslagen. Dit stemmenverlies was vooral te wijten aan de (centrum-)rechtse partijen en "historisch links" (de republikeinse partijen), die tijdens de verkiezingscampagne hadden ingespeeld op de angst voor een socialistische revolutie naar Russisch voorbeeld.

### Oprichting van de Franse Communistische Partij
Na de Eerste Wereldoorlog traden tegenstellingen aan het licht tussen pro- en anti-communistische leden van SFIO. De eerste groep wilde dat SFIO lid bleef van de Tweede Internationale, de Socialistische Internationale, terwijl de tweede groep wilde dat SFIO zich bij de in 1919 opgerichte Derde Internationale, de Komintern aansloot. Tijdens het congres van Tours in december 1920 traden de voorstanders van aansluiting bij de Derde Internationale uit SFIO en stichtten de Section française de l'Internationale communiste, die later de Franse Communistische Partij, de Parti communiste français werd. Léon Blum, die daarna premier werd, trad tijdens het Congres op als pleitbezorger van de groep die bij de Tweede Internationale wilde blijven.
Blum en Paul Faure werden na het congres van Tours de nieuwe leiders van SFIO en onder hun leiding werd een Cartel des Gauches gevormd, dat de parlementsverkiezingen van 1924 won. Het daarop gevormde centrumlinkse kabinet hield maar kort stand.

## Volksfront

Uitslagen van de parlementsverkiezingen van 1936, die een grote winst voor het Volksfront opleverden

Er rezen binnen de SFIO aan het begin van de jaren 30 weer conflicten over de te volgen partijkoers. Een aantal niet-marxistische socialisten stapte in 1935 uit de SFIO, en richtte de Parti socialiste de France-Union Jean Jaurès PSF-UJR op. Onder de oprichters waren Marcel Déat, Pierre Renaudel en Adrien Marquet, die tegen de toenadering tot de communisten waren.
De toenadering tot de communisten was de door Moskou voorgeschreven taktiek voor het Volksfront, een samenwerking met sociaaldemocraten, tot dan toe door de communisten 'sociaal-fascisten' genoemd, en politiek links. De SFIO, de Communistische Partij, de PRS, en enkele onafhankelijke progressieven vormden in 1936 het Front populaire, of Volksfront. Het Volksfront stond onder leiding van Léon Blum en won de parlementsverkiezingen van 3 mei 1936. Het Volksfront kreeg 376 van de 618 zetels in de Assemblée nationale. De SFIO kreeg in totaal 146 zetels, tegen 129 zetels in 1932, en een kabinet onder Blum voor het Volksfront werd op 4 juni 1936 gevormd, dat tot 22 juni 1937 standhield. Weer voor het Volksfront regeerde, tot 13 maart 1938, een kabinet onder premier Camille Chautemps, die van de PRS kwam. Hierna volgde het laatste kabinet-Blum, dat tot 10 april 1938 stand hield. Hiermee eindigde in Frankrijk een periode met linkse kabinetten en regeerden er weer conservatieve kabinetten.
Marceau Pivert trad in 1938 uit de SFIO, en vormde de 'Parti socialiste ouvrier et paysan'.

## Van de Tweede Wereldoorlog tot de opheffing van de SFIO
De meeste kopstukken van de SFIO traden tijdens de Duitse bezetting van Frankrijk toe tot het verzet. Enkele kopstukken steunden het regime van Vichy van maarschalk Philippe Pétain. SFIO leider Léon Blum werd in een Duits concentratiekamp opgesloten.
Na de Bevrijding van Frankrijk van 1944 herleefde de SFIO onder het leiderschap van Guy Mollet, echter zonder de voorloorlogse electorale successen ooit nog te evenaren. Aanvankelijk nam de SFIO deel aan de zogenaamde 'tripartiete (drie-partijen) coalities', gevormd uit de SFIO, de Franse Communistische Partij en de christendemocratische Mouvement républicain populaire. Blum leidde een van deze tripartiete kabinetten, kabinet-Blum van 1946 tot 1947. De Vierde Franse Republiek werd in 1947 uitgeroepen. Daarna kwamen er geen communisten meer in de regering, maar waren het vooral kabinetten waarin de SFIO was vertegenwoordigd. In het centrumlinkse kabinet-Mendès France van premier Pierre Mendès France vervulde de SFIO een sleutelrol. Guy Mollet werd in 1956 van een minderheidskabinet. Mollet was tegen het Franse kolonialisme, maar steunde desondanks de harde aanpak van het Franse leger in de Algerijnse Oorlog. Mollet bleef tot 13 juni 1957 aan de macht.
Mollet steunde tijdens de crisis van 1958 de machtsovername van generaal Charles de Gaulle, en trad op 1 juni 1958 tot diens kabinet toe, hetgeen kritiek uitlokte van de linkerzijde van de SFIO. Een aantal leden van SFIO stapte uit de partij en vormde samen met enkele dissidente communisten de Parti socialiste unifié. Mollet trad in 1959 als minister af. Hij bleef echter secretaris-generaal van de partij.
De SFIO raakte tijdens de jaren zestig verder in verval. Bij de verkiezingen tijdens de Vijfde Franse Republiek behaalde SFIO de minste zetels ooit.
De SFIO, de Union des groupes et clubs socialistes, de Parti républicain-socialiste en de Convention des institutions républicaines CIR vormden in 1965 samen de alliantie Fédération de la gauche démocrate et socialiste. François Mitterrand van de CIR leidde de nieuwe Fédération. Bij de parlementsverkiezingen van 1968 behaalde de Fédération niet het verwachte resultaat.
Gaston Defferre van de SFIO behaalde bij de eerste ronde van de presidentsverkiezingen van 1969 maar 5 % van de stemmen en werd daardoor uitgeschakeld. De SFIO en de Union des clubs pour le renouveau de la gauche fuseerden op initiatief van Alain Sarvay hierna tot de Parti socialiste, de huidige socialistische partij. Alain Sarvay werd de eerste voorzitter van de Parti socialiste. Hiermee kwam een einde aan bijna 65 jaar SFIO.

## Lijst van secretarissen-generaal
| Persoon                | Periode     |
| ---------------------- | ----------- |
| Louis Dubreuilh        | 1905 - 1918 |
| Ludovic-Oscar Frossard | 1918 - 1920 |
| Paul Faure             | 1920 - 1940 |
| Daniel Mayer           | 1943 - 1946 |
| Guy Mollet             | 1946 - 1969 |
| Alain Savary           | 1969        |